# 豫剧艺术终身成就奖
豫剧艺术终身成就奖是2011年第二届中国豫剧节上设置的一个奖项，以表彰对豫剧传播做出巨大贡献的豫剧艺术家。河南的马金凤与台湾的张岫云一起获得该项荣誉。

## 参看
- 中国豫剧节